# Volcán Socompa

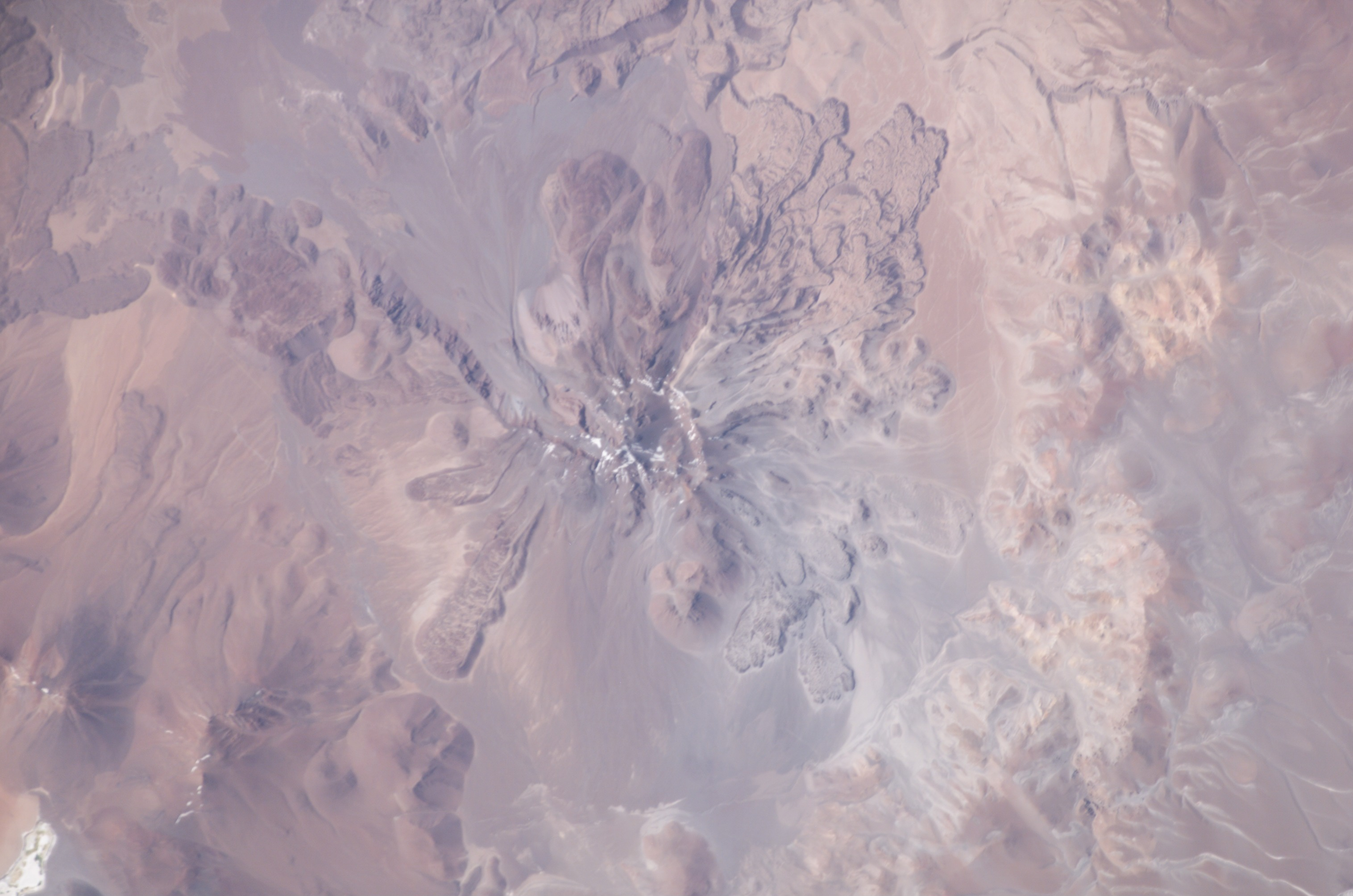
Imagen satelital del volcán en 2003.

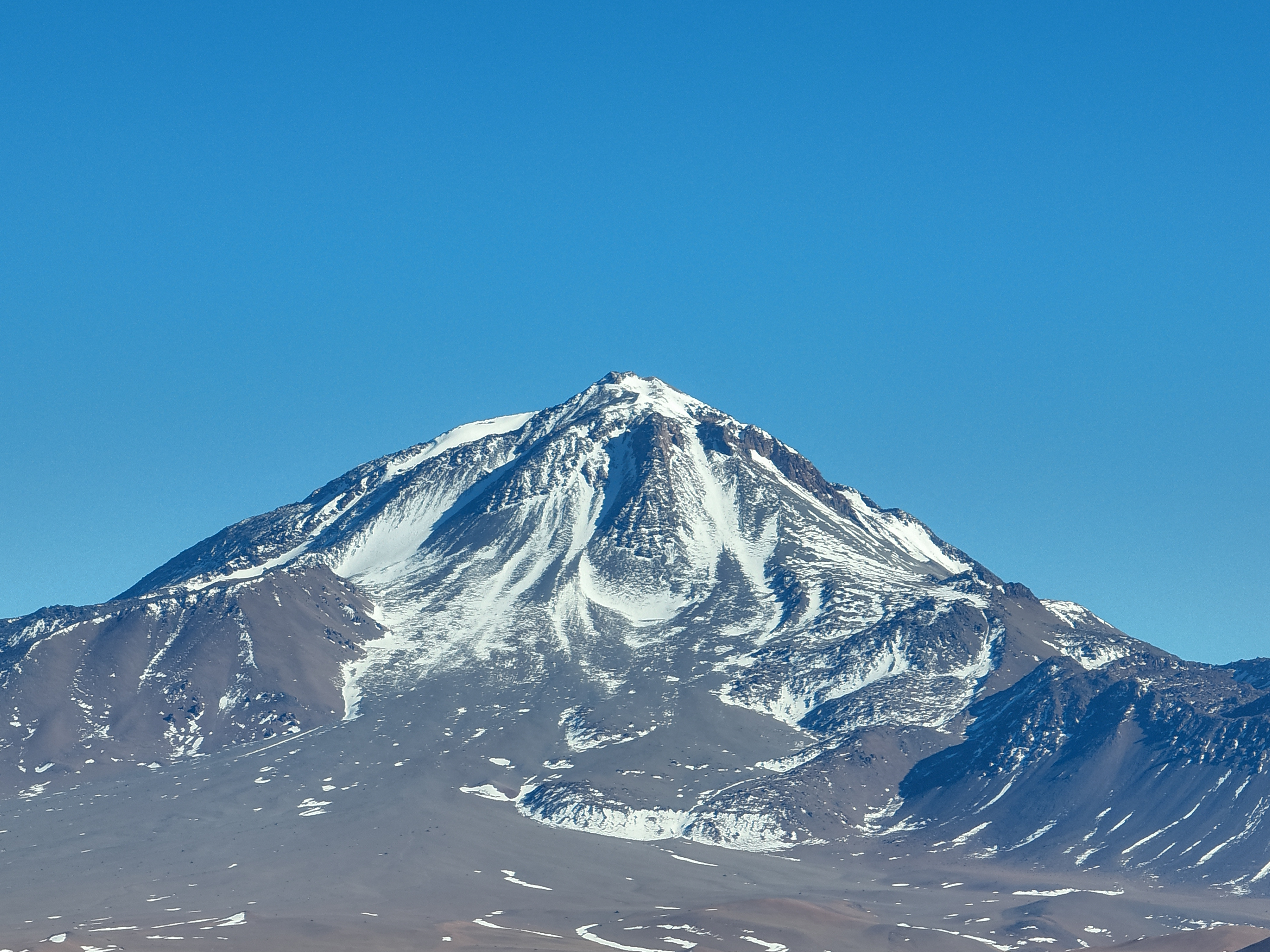
Volcán Socompa 07/06/2023

El volcán Socompa es un estratovolcán de Suramérica ubicado entre el límite de la Región de Antofagasta, Chile y la Provincia de Salta, Argentina. Este estratovolcán tiene una altitud de 6031 m y es una de las cumbres salteñas más altas.
Su cumbre es un hito de la frontera entre Argentina y Chile.

## Historia
El volcán Socompa causó un enorme cataclismo, aproximadamente el 5250 a. C., producto de una erupción piroclástica (comparable con la erupción del Monte Saint Helens en 1980), que generó uno de los depósitos de detritos más grandes y mejores conservados, cubriendo un área de 600 km² y desplazando material hasta 40 km de distancia del volcán.